# ラグーナニゲル
ラグーナニゲル（Laguna Niguel）は、アメリカ合衆国カリフォルニア州のオレンジ郡にある都市。人口は6万4355人（2020年）。

## 概要
統計上はロサンゼルス大都市圏に含まれるが、ロサンゼルスのダウンタウンから90キロメートル離れているため郡内のサンタアナやアーバインに通勤通学する住民が多い。市内の住宅地は富裕層を対象として分譲されており、緑の多い丘陵地にゆったりと配置されている。住民の平均年収（2022年）は、7万4600ドルで全米平均値の4万1261ドルよりかなり高い。

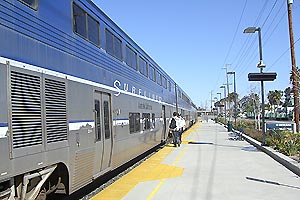
ラグーナニゲル駅

## 交通
- 州間高速道路5号線
- メトロリンク